# Anne Tyler
Anne Tyler (Minneapolis, 25 oktober 1941) is een Amerikaans schrijfster.

## Biografie
Haar ouders waren activisten die zich voor meerdere progressieve doelen inzetten en Anne groeide op in meerdere communes verspreid over het zuiden en middenwesten van de Verenigde Staten. Toen ze elf was streken haar ouders neer in Raleigh, North Carolina, waar ze voor het eerst een normale school bezocht. Daarna studeerde ze Russische taal en letteren aan de Duke University in Durham. In 1963 trouwde ze met de Iraanse psychiater en schrijver Taghi Modarressi, met wie ze twee dochters heeft. Hij overleed in 1997. Het echtpaar woonde in Baltimore Maryland.

## Romans
Het merendeel van Anne Tylers romans speelt zich af in haar woonplaats Baltimore. De personages zijn meestal eigenzinnige, excentrieke mensen en het verhaal strekt zich vaak uit over meerdere generaties van een familie. Tragiek en droge humor wisselen elkaar af in de levens van gewone mensen.
Ze vindt zelf dat Dinner at the Homesick Restaurant haar beste boek is. Dit boek werd in 1983 genomineerd voor de Pulitzer-prijs en de PEN/Faulkner Award. Het gaat over een perfectionistische alleenstaande moeder en haar kinderen.

In 1985 kreeg ze de National Book Critics Circle Award voor haar roman The Accidental Tourist. In 1986 werd het boek genomineerd voor de Pulitzer-prijs. Het verhaal beschrijft Macon Leary, een schrijver van reisgidsen die na de dood van zijn zoontje nog meer dan vroeger wordt beheerst door zijn dwangmatige gewoontes. De extravagante hondentrainster Muriel Pritchett probeert hem over het verdriet heen te helpen. Het tragikomische verhaal werd in 1988 verfilmd met William Hurt en Geena Davis in de hoofdrollen.

In 1989 kreeg ze de Pulitzerprijs voor literatuur voor haar roman Breathing Lessons. De bemoeizuchtige Maggie Moran en haar wat knorrige man Ira begeven zich op weg naar de begrafenis van een van haar vriendinnen. In de loop van deze hete zomerdag wordt duidelijk waarin Maggie en Ira verschillen, maar ook waarin ze elkaar vinden.

## Verfilmingen
- The Accidental Tourist (1988)
- Breathing Lessons (tv) (1994)
- Saint Maybe (tv) (1998)
- A Slipping-Down Life (1999)
- Earthly Possessions (tv) (1999)
- Back When We Were Grownups (tv) (2004)

- Bibsys: 90064786
- Biblioteca Nacional de España: XX1142539
- Bibliothèque nationale de France: cb11927296c (data)
- Catàleg d'autoritats de noms i títols de Catalunya: 981058526989806706
- CiNii: DA00970674
- Gemeinsame Normdatei: 118910248
- International Standard Name Identifier: 0000 0001 2128 7870
- Library of Congress Control Number: n79100453
- Nationale Bibliotheek van Letland: 000039150
- Bibliotheek van het Japanse parlement: 00459310
- Nationale Bibliotheek van Tsjechië: jn19990008664
- Nationale bibliotheek van Australië: 58981819
- Nationale Bibliotheek van Israël: 987007274242305171
- Nationale Bibliotheek van Polen: a0000001156252
- Nationale en Universitaire bibliotheek Zagreb: 000188042
- Nederlandse Thesaurus van Auteursnamen: 069452261
- Réseau des bibliothèques de Suisse occidentale: 02-A003916451
- Istituto Centrale per il Catalogo Unico: CFIV024752
- LIBRIS: 98075
- SNAC: w6xw5fk2
- Système universitaire de documentation: 027171922
- Trove: 1302094
- Virtual International Authority File: 39384885
- WorldCat: E39PBJmxWwRTKKgVDKP8pfkYyd

1. ↑  Gemeinsame Normdatei; geraadpleegd op: 12 december 2014.